# Augyles blanda
Augyles blanda är en skalbaggsart som beskrevs av Miller 1994. Augyles blanda ingår i släktet Augyles och familjen strandgrävbaggar. Inga underarter finns listade i Catalogue of Life.